# Mansaly Boubacar
Mansaly Boubacar (n. 4 februarie 1988, Guédiawaye⁠(d), Senegal) este un fotbalist senegalez care se află sub contract cu clubul Salam Zgharta[*].

## Palmares
Dinamo București
- Supercupa României (1): 2012

Astra Giurgiu
- Liga I (1): 2015-16